# Алгатуй
 Алгатуй (бур. Алгата) — село в Тулунском районе Иркутской области, административно образует Алгатуйское муниципальное образование.

## Географическое положение
Село расположено примерно в 40 км от города Тулун.
Населённый пункт был основан в 1946-1947 году как посёлок лесозаготовителей. Сюда были в большом количестве направлены ссыльные „антисоветские элементы“ из Прибалтики и Украины.
В 1967 году поселок был закрыт в связи с выработкой лесных ресурсов.
В 1993 году в трех километрах от старого места был основан новый посёлок с тем же названием. На этот раз основу экономики составляет Мугунский угольный разрез.
В 2017 году экспедиция литовской молодёжи восстановила кресты над могилами ссыльных литовцев на кладбище старого Алгатуя.

## Происхождение названия
По легенде, населённый пункт назван по имени бурятского охотника Алгата, когда-то проживавшего в этой местности. Согласно данной легенде, царские слуги вынуждали его и его семью платить им дань в особо крупных размерах, в результате чего охотник и его жена Оной умерли от голода. В честь Алгата получила своё название река Алгатуй(ка), которая позже дала имя населённому пункту Алгатуй.
По другой версии, топоним Алгатуй происходит от бурятского алга, что переводится как «хозяйство».

## Население
| 2002 | 2010  | 2011  | 2012  | 2015  | 2016  | 2017  |
| ---- | ----- | ----- | ----- | ----- | ----- | ----- |
| 1373 | ↘1259 | ↘1255 | ↘1222 | ↗1223 | ↘1217 | ↘1210 |

## Промышленность
Недалеко от Алгатуя расположен Мугунский угольный разрез, где работают большинство жителей Алгатуя. В связи с этим главным праздником в посёлке считается День шахтёра, в честь которого всегда устраивают шоу. Также в посёлке функционируют управление ООО «Тулунуголь», торговая сеть магазинов, хлебзавод.

## Социальная сфера
В селе функционируют школа на 175 учеников, амбулатория, Центр культуры, сельская библиотека, спортивный комплекс «Муромец». Алгатуйские хоккеисты не раз выигрывали различные соревнования.
Также в Алгатуе есть хореографическая студия «Жемчужина». Девушки, занимающиеся в студии, не раз становились призёрами различных конкурсов и соревнований.